# Sergentomyia denticulata
Sergentomyia denticulata är en tvåvingeart som först beskrevs av Quate och David Fairchild 1961.  Sergentomyia denticulata ingår i släktet Sergentomyia och familjen fjärilsmyggor. Inga underarter finns listade i Catalogue of Life.